# 自強新村 (高雄)
高雄自強新村，位於台灣高雄市鼓山區鼓山三路旁，柴山下方。是屬於海軍軍種的眷村。

## 歷史
自強新村前身為"日本海軍士官宿舍"，創建於日治時期昭和十年（1935年、民國24年）。民國34年，被國民政府接收，民國37年因中國大陸情勢不利，於是優先將海軍眷屬安置於今自強新村。
自強新村也是高雄市未改建的眷村之一。

## 外部連結
- 多久沒瘋台灣了!: ［高雄鼓山］自強新村。日本海軍士官宿舍 （页面存档备份，存于）
- 【高雄鼓山景點】自強新村 （页面存档备份，存于）
- 初訪自強新村 （页面存档备份，存于）
- 漫遊高雄鼓山自強新村-倒圓角的紅磚牆眷村